# Szent Rókus

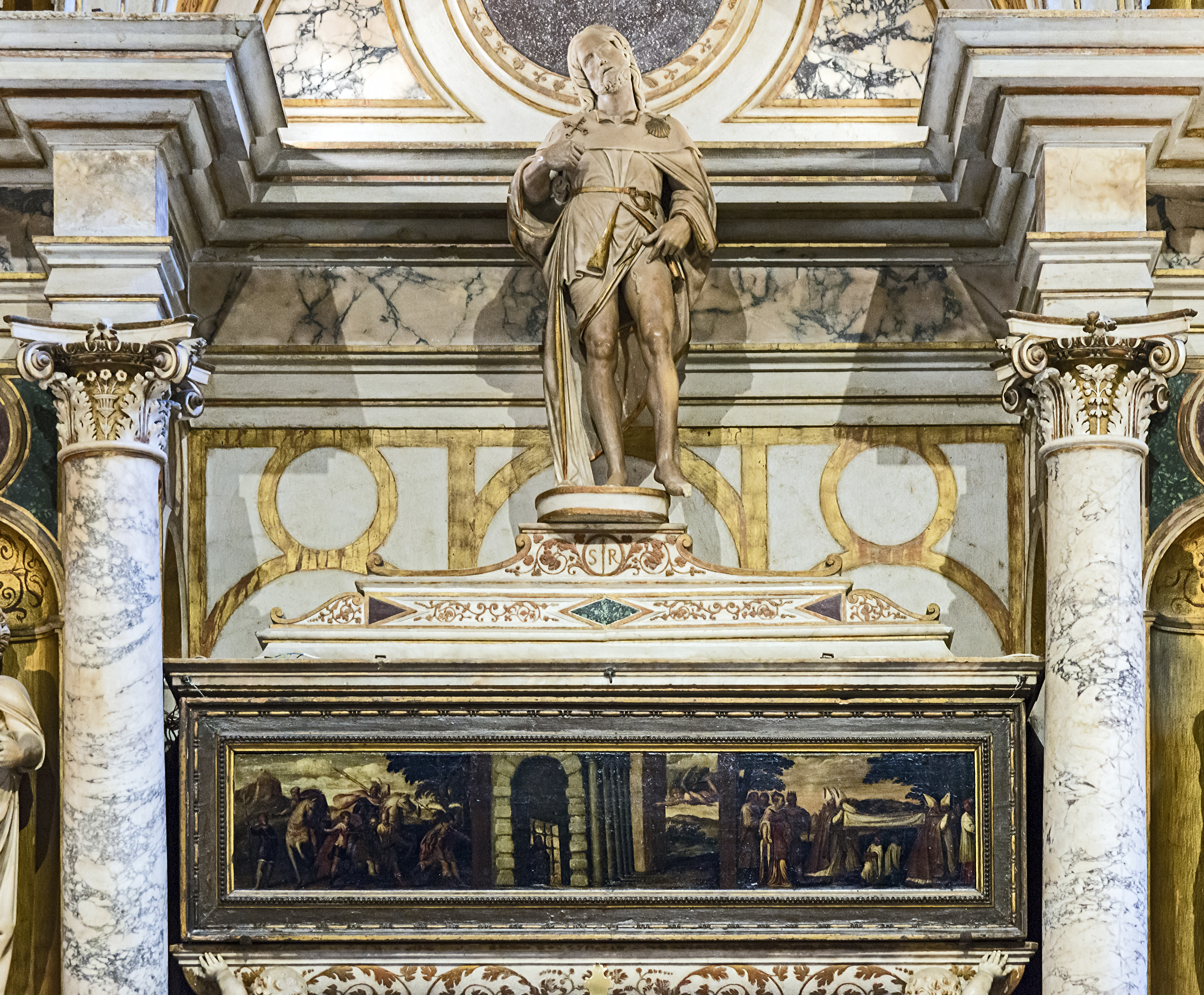
Sírja

Szent Rókus (franciául: Saint Roch, Montpellier, 1340–1350 között – Itália, Voghera, 1379. augusztus 16.) szent hitvalló, csodatévő ferences rendi szerzetes. Általánosan a pestisből gyógyulók védőszentjeként tisztelik. Ünnepe a halála évfordulóján,  augusztus 16-án van.

## Élete
Életéről kevés adat áll rendelkezésre. A dél-franciaországi Montpellier-ben, valószínűleg a módos Delacroix családban született csodával határos módon, Jean és Libère idős, addig gyermektelen szülőktől. Mellén piros, kereszt alakú jel volt, ebből édesanyja – aki különösen mély vallásos nevelésben részesítette – különleges sorsot jósolt neki. A helyi egyetemen egész Franciaországból érkezett fiatalokkal tanult együtt. Szülei halálát követően, húszéves korában, Rókus pénzzé tette örökségét, hogy szegényeknek és ispotályoknak adományozhassa. Elzarándokolt Itáliába, ahol akkor pestisjárvány tombolt. Az acquapendentei kórházban ápolt először pestises betegeket. Ezután Cesenába, Riminibe, Trevisóba, Novarába és Voghera városába ment gyógyítani. Rómában és Piacenzában is tevékenykedett. Érintésével meggyógyított számtalan embert, többek között egy bíborost, a pápa fivérét, az Európa lakosságának harmadát-felét kipusztító, 1367–68. évi járványból. A temetetlen holtakkal zsúfolt utcákon, esendő alkatát meghaladó, emberfeletti munkát végzett.
Piacenzában maga is megkapta a pestist, és hogy másokat meg ne fertőzzön, a város melletti erdőben, egy barlangban húzódott meg. A közelben ma is élő forrás fakadt. A legenda szerint egy vadászkutya, ábrázolásainak állandó szereplője látta el élelemmel. Miután felgyógyult, visszatért Vogherába, ahol kémkedés gyanújával börtönbe vetették. Ötévi raboskodás után, lényegében ismeretlenül halt meg, egy évtizeddel az 1368-as, nagy pestisjárvány után. (Életrajzi adatait csak nemrégiben korrigálták (korábban születését 1295-re, halálát 1327-re tették). A franciák szerint 1340-ben született, az olaszok szerint 1346 és 1350 között. Halála augusztus 16-án, keddre van a börtönnaplóba bejegyezve, ami 1327-re csak a Gergely-naptár szerint volna igaz, a Julián naptárban vasárnap. A régi kalendárium szerint ez a nap 1379-ben esett csak keddre akkoriban).
Nevezetessé az tette, hogy amikor 1414-ben Konstanzban ütötte fel a fejét a pestis, egy ottani szerzetes megemlítette, hogy tud a montpellier-i patrónusról. Erre elrendelték, hogy képmását hordozzák végig az utcákon. A dühöngő járvány épp oly hirtelen szűnt meg, ahogy támadt, és Rókus nevét az egész keresztény világ megismerte. A 14-16. századi Dél-Franciaországban és Észak-Spanyolországban sok ház homlokzatára kerültek fel a V. S. R. betűk (Vive Saint Roche - Éljen Szent Rókus!), hogy oltalmazza az ott lakókat a pestistől.
Meglepő, hogy bár halála 29-39 éves korában történt, ábrázolásai – igaz, hogy öt év fogság után –, jóval idősebbnek mutatják.

## Emlékezete

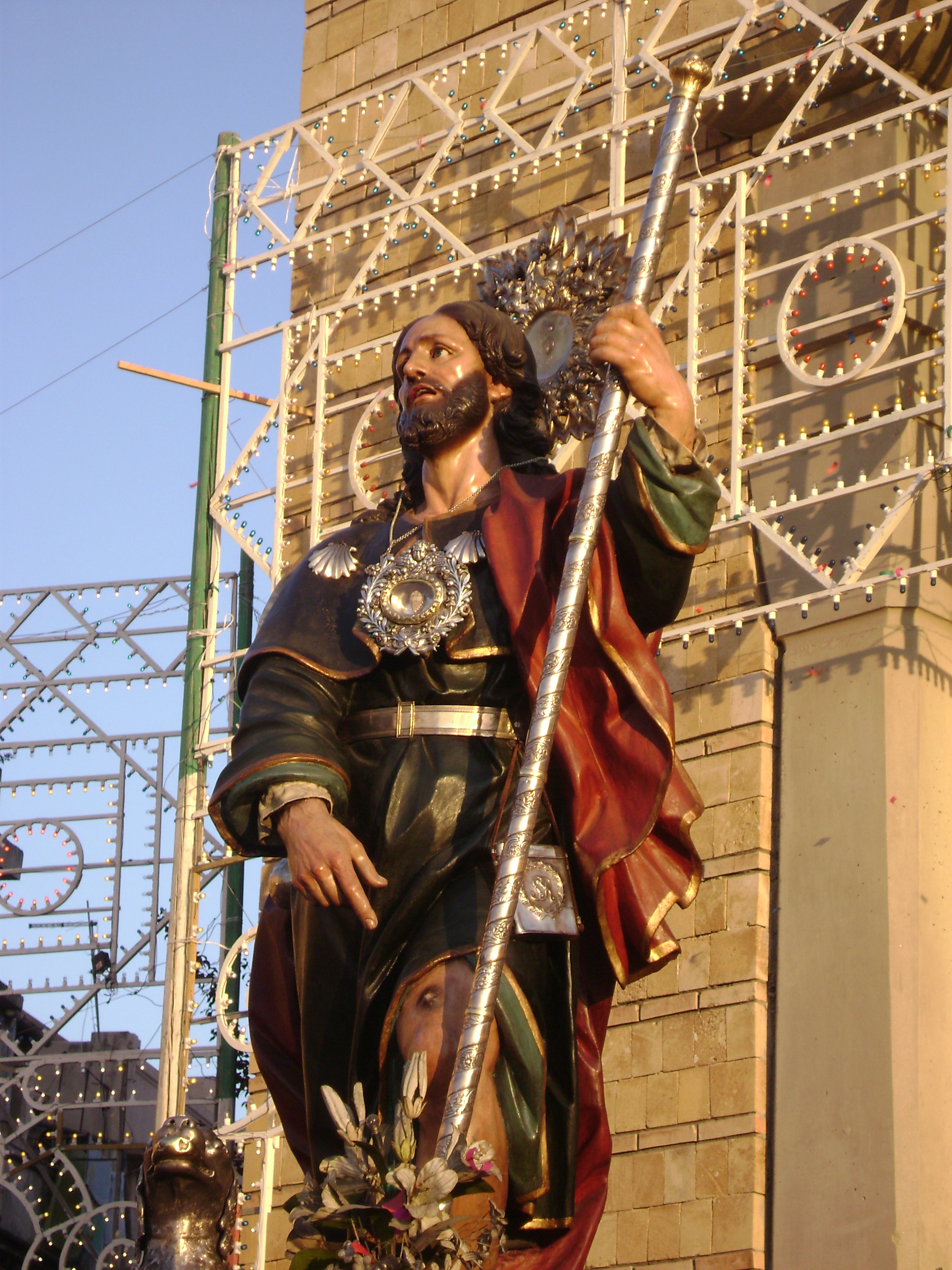
Szent Rókus-szobor, Scilla (Olaszország)

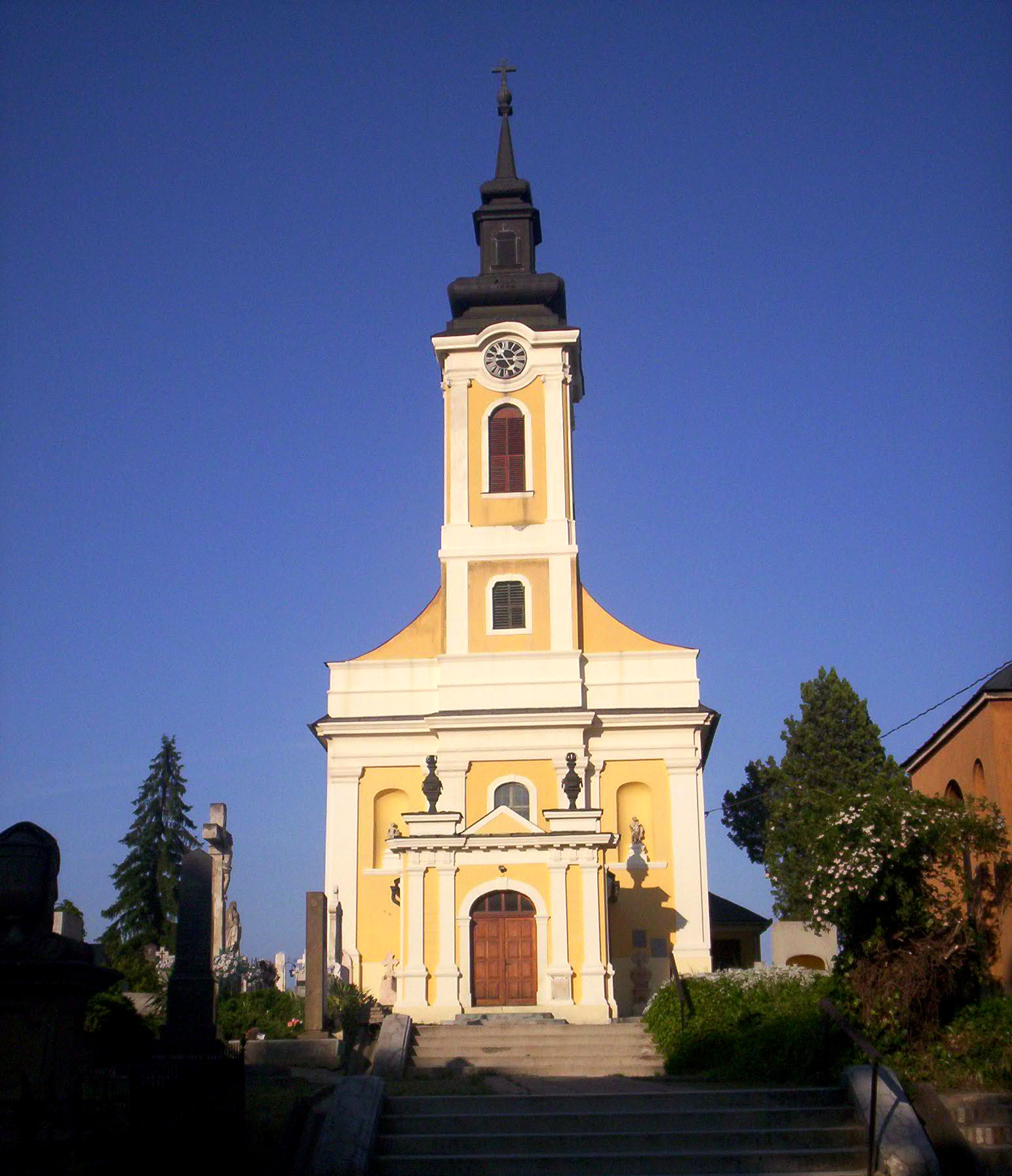
A Szent Rókus-kápolna Baján

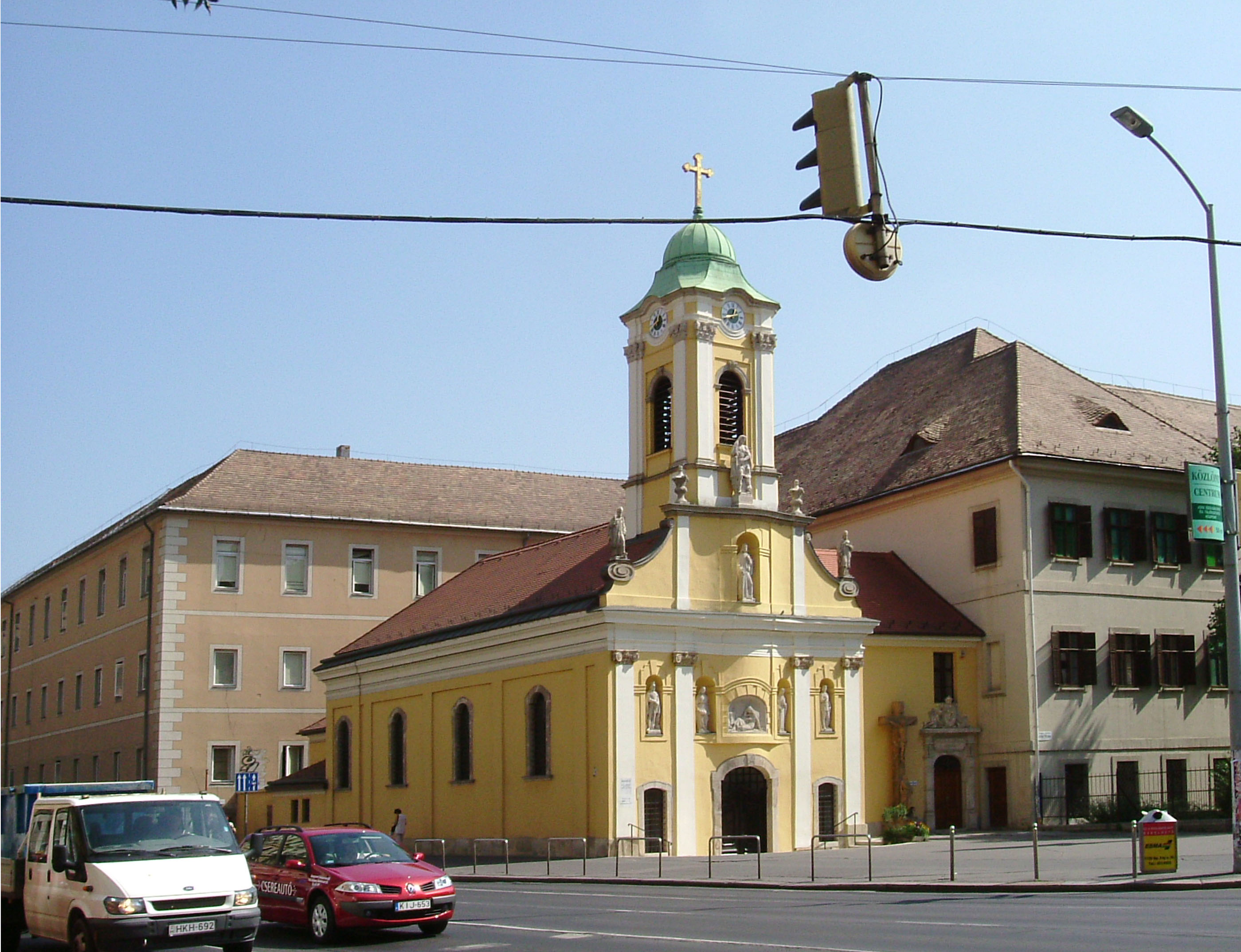
A Szent Rókus-kápolna és -kórház Budapesten

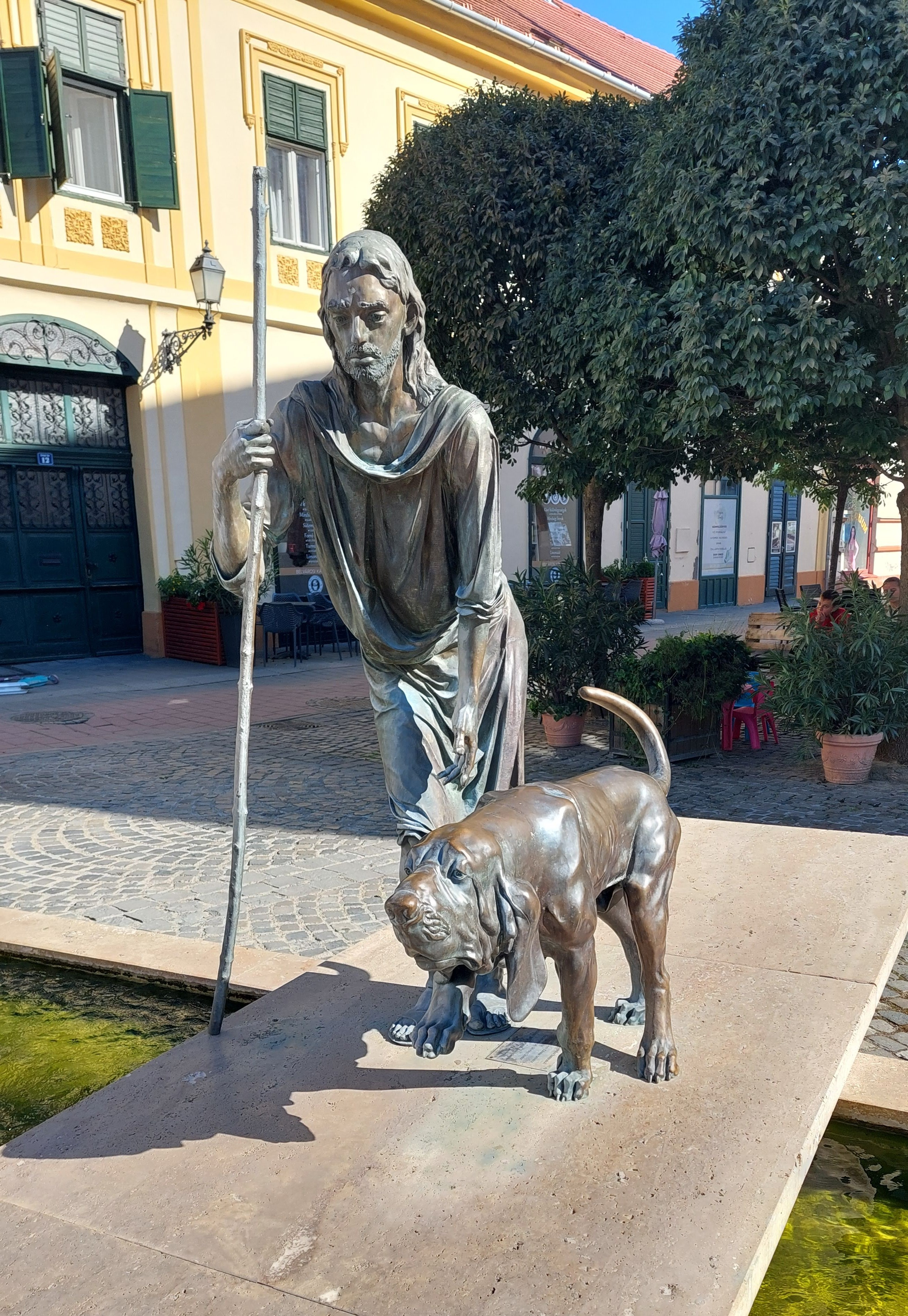
Szent Rókus szobra Szigetváron

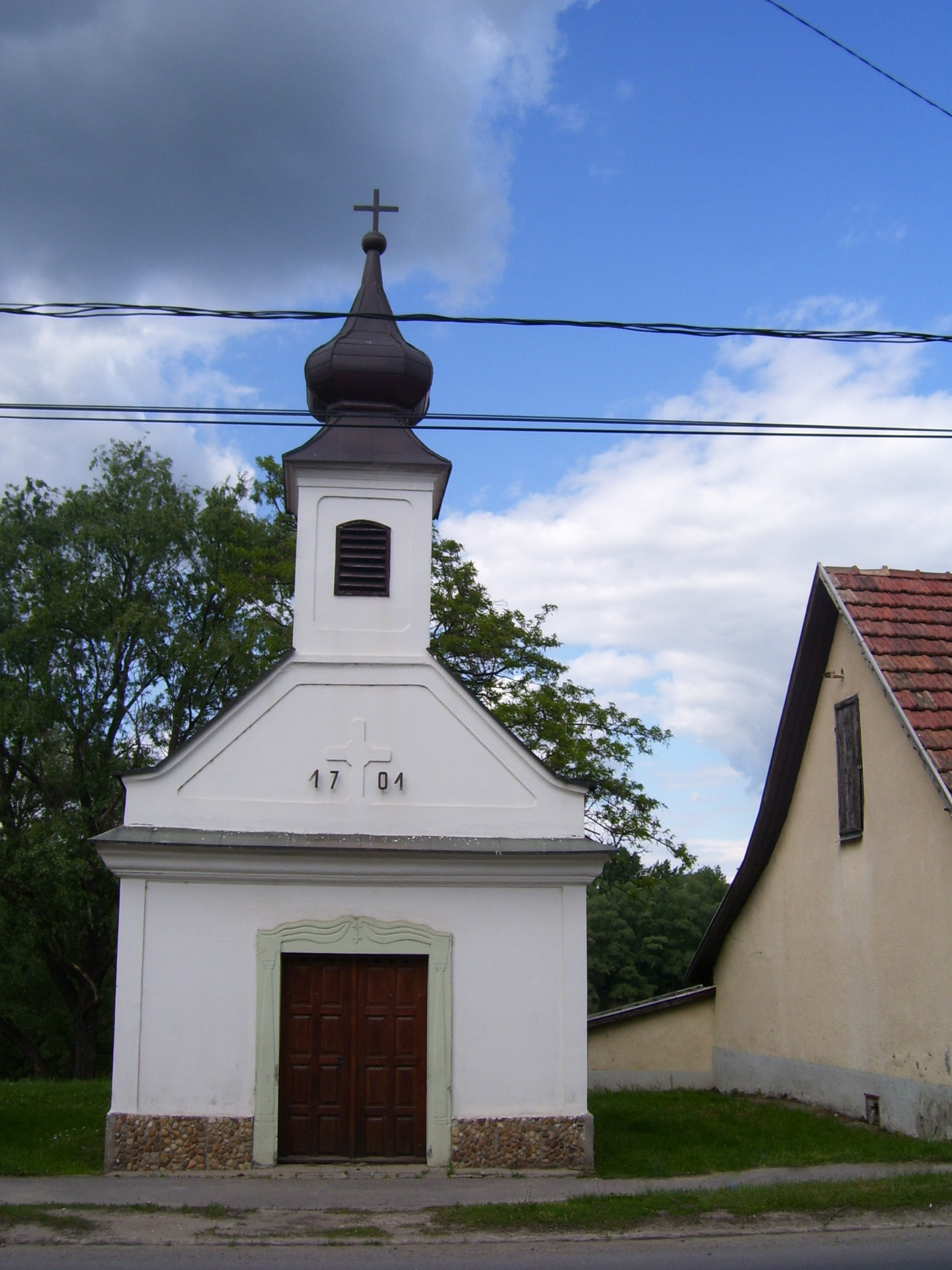
A Szent Rókus nevét viselő kápolna Dunabogdányban

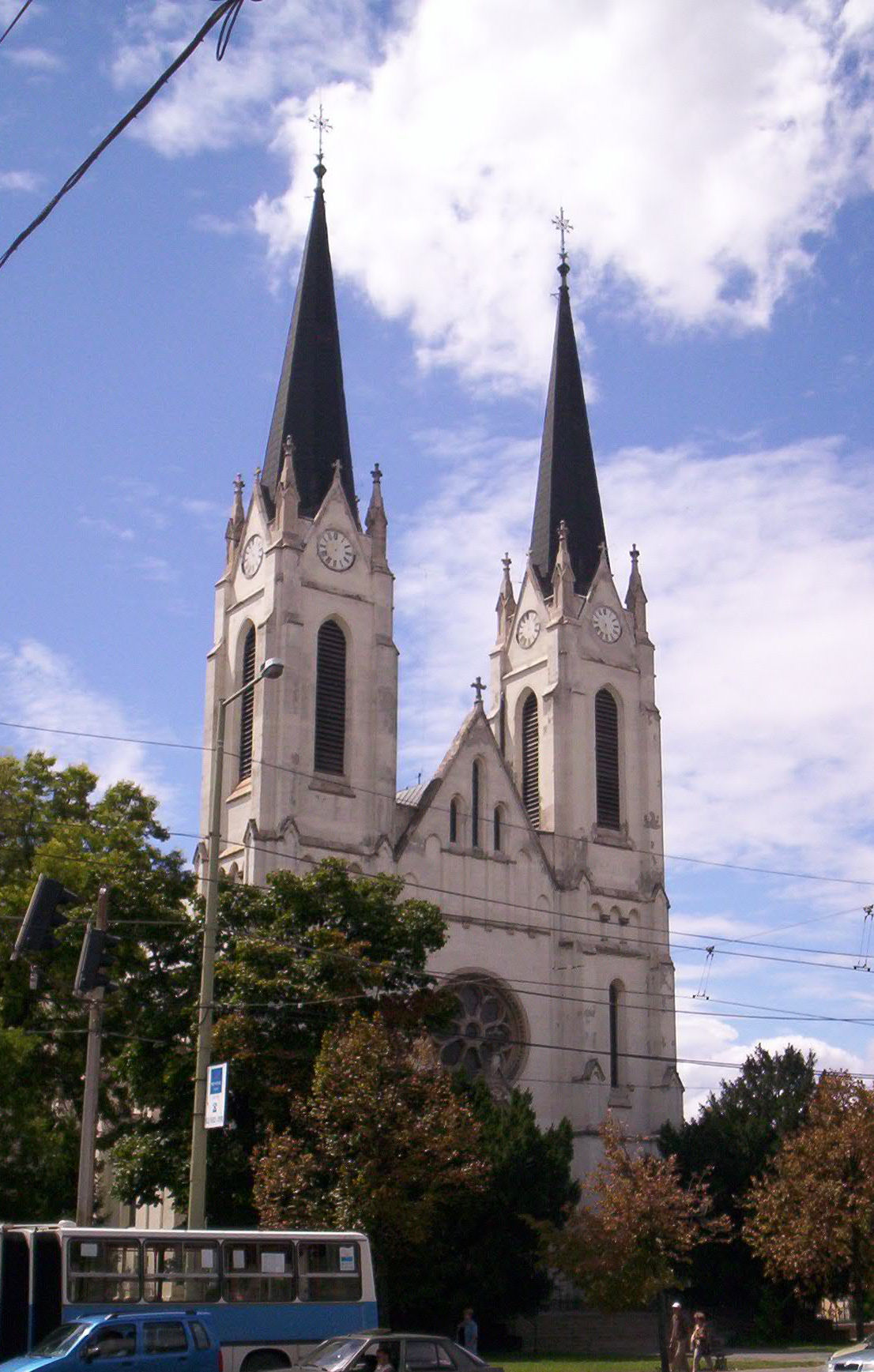
A Szent Rókus-templom Szeged Rókus városrészében

### Nevét viselő települések
- Sveti Rok dalmát település, Horvátország
- San Rocco, Velence, Olaszország
- São Roque, Porto közelében, Portugália
- San Roque andalúziai város, Spanyolország
- Rókus, Szlovákia
- Rókus városrész Szegeden
- Rókusdomb városrész Pécsett

### Képzőművészeti alkotások
- A belgiumi Aalst (Kelet-Flandria) Szent Márton templomában tekinthető meg Peter Paul Rubens egy nagyméretű festménye, amely azt ábrázolja, amikor Szent Rókus Krisztustól megkapja a pestisben szenvedők gyógyításának adományát. A képnek díszes kerete van, amelyet a festő feltehetően maga tervezett meg, hogy méltó módon állítsa a néző elé művét.[2]
- Nagybaracska községben 1888-ban leplezték le a szobrát.
- Kaposvárott, az Arany János téren álló, 1766-ban állított szobra a város legrégebbi szobra.
- A Nógrád megyei Varsányban 2014-ben állítottak szobrot Szent Rókus tiszteletére.
- Szigetváron a Zrínyi téren található a szökőkúttal kiegészített szobra, a nevét viselő templom előtt.[3]

### Nevét viselő kórházak
- Szent Rókus Kórház, Budapest[4]
- Szent Rókus Kórház (Baja)[5]

### Tiszteletére emelt templomok és kápolnák
- Szent Rókus (São Roque) temploma, Lisszabon
- Saint Roch temploma, Glasgow, Skócia, Egyesült Királyság
- St. Roch temploma, Staten Island, New York, USA
- Szent Rókus-templom, Szabadka, Szerbia

- Szent Rókus-kápolna (Baja)
- Szent Rókus-kápolna (Budapest)
- Szent Rókus templom (Csongrád)
- Szent Rókus és Sebestyén templom, Sziget Győr
- Szent Rókus és Szent Sebestyén-kápolna, Paks
- Szent Rókus templom (Sormás, Zala vármegye)
- Szent Rókus templom, Szigetvár - eredetileg: Ali pasa dzsámija[6]

### Vele kapcsolatos események
- Großauheimben (Németország, Hessen tartomány) minden év szeptemberében Rochusmarktot („Rókus vásárt") tartanak a város főterén.
- Szabadkán (Szerbia) 1738-tól, a nagy pestisjárvány megszűntétől fogadalmi ünnep, szigorú böjttel, amikor csak dinnyét és főtt kukoricát szabad enni. Mivel a fogadalmi kápolna építésében az egész lakosság részt vett, hagyományosan Rókus napján van az ún. „kőműves mise”.